# Stockevik
Stockevik är en bebyggelse sydväst om Fiskebäckskil på västra Skaftölandet i  Skaftö socken i Lysekils kommun. Från 2015 avgränsar SCB här en småort.